# 陳永良
陳永良（英語：Joseph Chan），是香港著名的作曲家、填詞人、編曲人、唱片監製及小號演奏家。除了創作粵語流行曲，也經常為電影配樂。陳永良12歲起跟隨父親學習樂理、鋼琴及銅管樂器，并曾師從香港作曲家陳健華學習正統音樂理論，1976年至1979年于美國柏克理音樂學院進修作曲與編曲。陳永良曾為葉德嫻及劉美君等歌手監製唱片和寫歌而為人熟悉，但現已移居加拿大。此外，他的兒子陳哲廬（Jerald）亦是香港著名的音樂人之一。

## 獎項
- 1991年度香港作曲家及作詞家協會最廣泛演出之電影配樂獎(跛豪)
- 1987年度中文歌曲擂台獎最佳唱片監製獎(劉美君同名大碟)
- 1987年度十大勁歌金曲最佳唱片監製獎(劉美君同名大碟)
- 1987年度十大中文金曲最佳唱片監製獎(劉美君同名大碟)
- 1984年度十大中文金曲最佳中文歌曲獎(你留我在此)

## 其他
- 陳永良的Youtube頻道